# Macrourus
Macrourus – rodzaj morskich ryb z rodziny buławikowatych (Macrouridae).

## Klasyfikacja
Gatunki zaliczane do tego rodzaju:
- Macrourus berglax – buławik siwy[3], grenadier siwy[4]
- Macrourus caml
- Macrourus carinatus
- Macrourus holotrachys – buławik czarnooki[5]
- Macrourus whitsoni

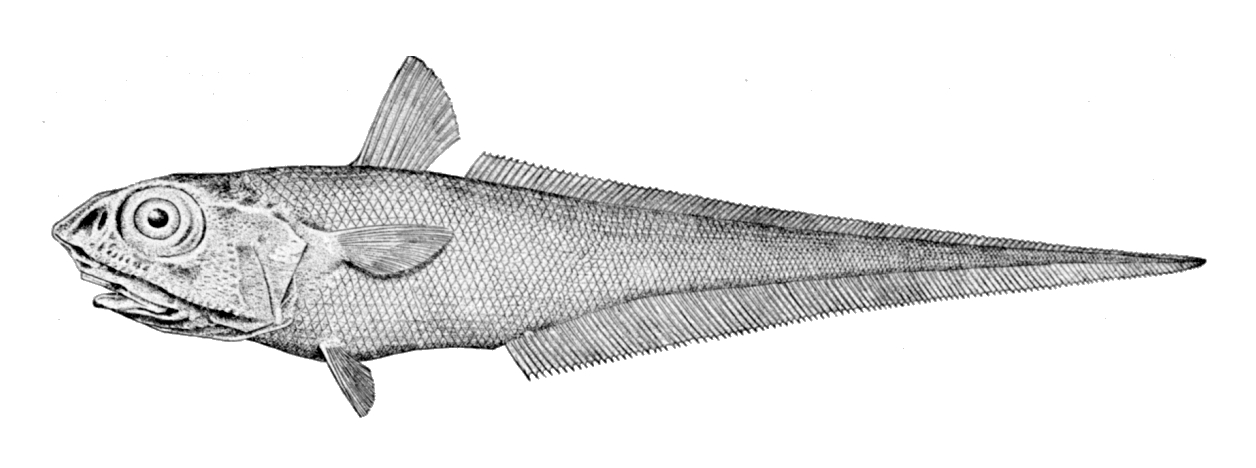
Macrourus berglax
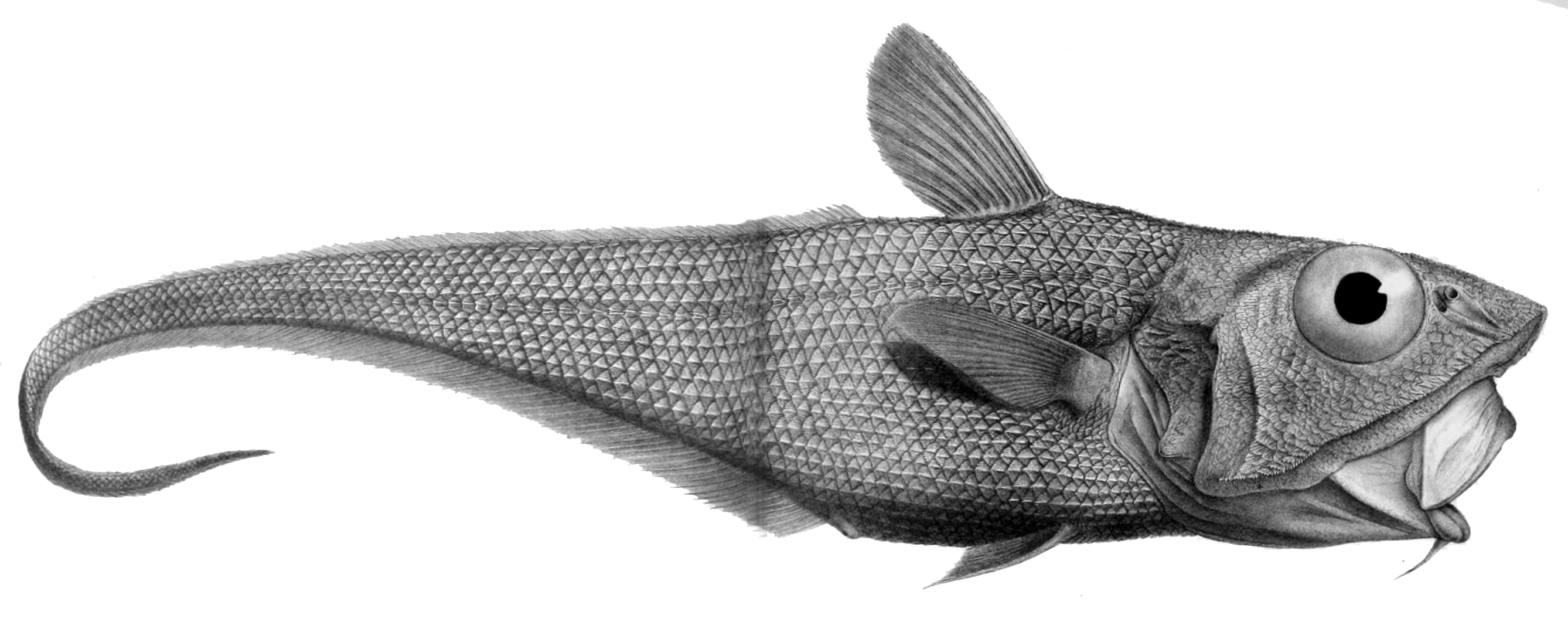
Macrourus carinatus
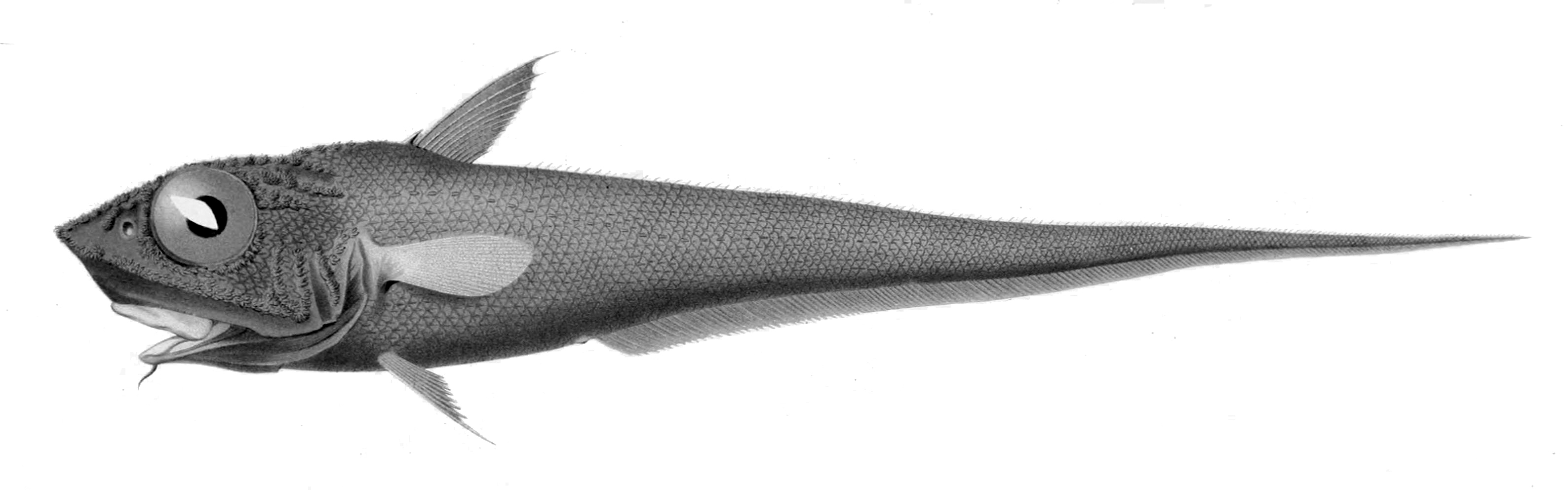
Macrourus holotrachys

## Zastosowanie
Z punktu widzenia przemysłu spożywczego mięso tych ryb nie jest uważane za smaczne, znajduje natomiast zastosowanie jako surowiec do produkcji mączki rybnej.